# Timo Mukka
Timo Kustaa Mukka, né le 17 décembre 1944 à Bollnäs et mort le 27 mars 1973 à Rovaniemi, est un écrivain, poète et artiste peintre de Laponie finlandaise.

## Biographie

### Sa jeunesse
Timo Kustaa nait le 17 décembre 1944 à Bollnäs au centre de la Suède où ses parents se sont réfugiés de la guerre de Laponie.
Timo a deux grandes sœurs Taina, née en 1941, et  Mirja, née en 1943, mais ils sont séparés par l'évacuation.
Taina restera en Suède avec sa famille d'accueil jusqu'à la fin de sa vie.
Mirja reviendra avec sa famille après la guerre.
Muka aura aussi une petite sœur Hillevi et un petit frère prénommé Tuomo. 
En 1945, Mukka a 18 mois quand sa famille revient de l'évacuation à Orajärvi qui est un village de 300 habitants en Laponie.
L'armée allemande a incendié la Laponie et la vie doit reprendre à zéro.
Durant sa jeunesse Mukka est éveillé et ouvert. 
Il apprend à lire avant d'aller à l'école.
À l'école il est très apprécié des instituteurs.
Il commence à écrire très jeune et se passionne aussi pour la peinture.
Mukka entre en contact avec les enfants de son âge mais aussi avec les personnes beaucoup plus âgées.

### Méningite et changement de personnalité
L'été 1957, Timo Mukka contracte une méningite, il a alors 13 ans. 
Il reste longtemps inconscient et on a peur qu'il décède mais il se remet de sa maladie.
Mukka souffrira de céphalée pendant plus de quatre ans après le déclenchement de la méningite.
L'écrivain dira s'être rendu compte pendant sa maladie que les personnes ne se préoccupent pas réellement les uns des autres.
Et c'est peut-être cette intuition qui fait de lui un écrivain de l'amour, de la mort et de la fatalité.
On a souvent considéré que la maladie avait changé sa personnalité en le rendant plus réservé et fuyant plus les contacts.
À cette époque Mukka aime marcher seul en forêt.
Cependant, le changement de personnalité est plus probablement dû au déclenchement de sa puberté.

### Premiers écrits et installation à Helsinki
Mukka lit beaucoup. 
Il décide de devenir un écrivain.
Il commence à écrire quotidiennement des poèmes, puis de la prose. 
Quand il a treize ans, il envoie sa première histoire à un éditeur qui refuse de le publier.
Il continuera à envoyer ses écrits à Martti Qvist le directeur des éditions Karisto.
Martti Qvist cessera de répondre aux envois de Timo Mukka et quand ce dernier termine son premier roman le 10 mars 1960, il l'envoie aux éditions Gummerus qui refuseront de le publier.
À l'automne 1961, Mukka décide alors d'abandonner l'écriture et quitte son village pour étudier la peinture à l'Académie des beaux-arts d'Helsinki.
Il n'y restera pas longtemps.
Il écrira : « Je n'aimais pas les méthodes, pas les professeurs, rien. Et cette année a tellement tué mes habitudes de peintre que je n'ai pas touché à un pinceau depuis. »
À l'Académie des beaux-arts d'Helsinki, il rencontre Tuula Pekkola dont il tombe amoureux.
Ils se fiancent mais Mukka interrompt ses études et retourne à Orajärvi.

### L'éveil religieux et le service militaire
Le 5 juin 1962 son père Eemeli décède.
Cette perte est immense affectera longtemps l'écrivain et se sentira dans toute son œuvre.
Il devient le chef de famille, il fait différents boulots.
En 1962, il ressent en éveil religieux et rejoint les Témoins de Jéhovah. 
À Orajärvi, il passe d'une maison à l'autre pour parler de Jéhovah.
Plus tard il dira que cette période est la plus heureuse de sa vie.
Sa période religieuse s'interrompt d'un coup quand il prend conscience de l'ordre du monde et désormais il n'assistera plus à aucun service religieux.
En 1963, il épouse Tuula et ils quittent Orajärvi pour le centre de Pello.
Sa recherche spirituelle sur la vie et la mort le conduit à écrire son roman Maa on syntinen laulu.
Dans une position économique difficile, il envoie la première partie à l'éditeur Kansankulttuuri qui ne l'accepte pas mais suggère à Timo de l'envoyer aux éditions Gummerus.
Gummerus s'intéresse au roman mais lui demande des modifications.
Quand le livre sort en 1964, Timo Mukka a 19 ans, l'accueil de l'ouvrage est mitigé.
La plupart des critiques sont réservées et gênées par les descriptions sexuelles audacieuses du livre.
On suggère à Mukka de partir au service militaire pour s'endurcir et avant son départ il écrit simultanément cinq ouvrages.
Sa période militaire voit se renforcer ses positions pacifistes et communistes. 
L’armée ne lui convient pas du tout et il y éprouve de nombreuses difficultés.
En 1965, Gummerus édite son recueil de nouvelles Tabu et son roman Täältä jostakin. 
Ce dernier est un livre idéologique qui critique l'institution militaire.
À nouveau, l'accueil des deux ouvrages est mitigé.
Le talent de l'auteur est reconnu mais les éléments archaïques paraissent étranges à de nombreux modernistes.

### Ses écrits suivants
En  1966, Mukka obtient le Prix national de littérature
Puis paraissent ses ouvrages suivants : le recueil de poèmes  Punaista et le roman Laulu Sipirjan lapsista en 1966 puis le recueil de nouvelles Koiran kuolema en 1967.
Koiran kuolema a un meilleur accueil que ses écrits précédents.
En 1967, Mukka repart du centre de Pello vers Orajärvi. 
Il est très déçu de ne pas avoir reçu l'aide financière aux artistes qu'il escomptait.
À la même époque il souffre d’une inflammation des reins.

### La fin de sa vie
En 1970 Mukka est expulsé de son logement et il retourne à sa maison d'enfance. 
Il est très dépressif, mais la même année il termine deux nouveaux livres : une collection de nouvelles Lumen pelko (« La peur de la neige ») et un roman Kyyhky ja unikko.
Ils sont oubliés mais leur accueil est à nouveau mitigé.
Ils ont été libérés, mais les avis sont beaucoup plus mitigés.
Kai Laitinen a pourtant plus tard estimé que Lumen pelko était le début d'un nouvel essor littéraire, car par l'ouvrage est l'une des meilleures réalisation de Mukka.
EN 1971 Mukka déménage d'Orajärvi vers Rovaniemi. 
Il y au théâtre le roman Laulu Sipirjan lapsista d'Aarne Laurila. 
En 1972, il reçoit une aide financière de cinq années de l'État et il part en voyage à Bad Elster.
La même année en rendant visite au réalisateur Rauni Mollberg à Tampere il a un infarctus qui ne sera pas diagnostiqué et conduira à son décès le 27 mars 1973  à l'hôpital de Rovaniemi.
On considère que l'article agressif « Riiput jo ristillä, Timo K. Mukka » paru dans la revue Hymy en janvier 1973 alors qu'il combat sa maladie à l'hôpital l'a choqué et profondément affligé.
Les héritiers de Mukka ont porté plainte contre Hymy pour avoir causé le décès de Mukka, ce qui a conduit à des condamnations et à l'élaboration de la Loi sur la protection de l'intimité dite Lex Hymy (« Loi Hymy »).
Dans son roman Hymytön kuolema, paru en 1980, l'écrivain Risto Karlsson évoque les évènements et l'article écrit par le journaliste Risto Juhani et l'éditeur Urpo Lahtinen.

### L'héritage littéraire
Le début des années 1960 a vu surgir un mouvement de la littérature finlandaise appelée fiction spontanée confessionnelle très influencé par les écrits de Henry Miller. 
Ses deux représentants les plus en vue sont les enfants terribles de la littérature finlandaise moderne, poète et traducteur Pentti Saarikoski et l'écrivain Hannu Salama. 
Parmi les écrivains appartenant à ce mouvement, Mukka est considéré comme le plus original et le plus cohérent dans son écriture.

## Œuvres
- Maa on syntinen laulu (roman), Éditions Gummerus, 1964, 229 p. (ISBN 9789512092543)
- Tabu, Éditions Gummerus, 1965 (ISBN 9789512096831)
- Täältä jostakin (roman), 1965
- Laulu Sipirjan lapsista (roman), Éditions Gummerus, 1966
- Punaista (recueil de poèmes), 1966
- Koiran kuolema (recueil de nouvelles), 1967
- Ja kesän heinä kuolee (roman), 1968
- Lumen pelko (recueil de nouvelles), WSOY, 1970
- Kyyhky ja unikko (roman), 1970
- Näin hetki sitten ketun, proosa lyriikkaa ja muita kirjoituksia 1960–1971, WSOY, 2010

## Prix et récompenses
- 1996, Prix national de littérature